# Neocurtimorda hoanensis
Neocurtimorda hoanensis es una especie de coleóptero de la familia Mordellidae que habita en China.